# 엔씨소프트문화재단
NC문화재단은 2012년 엔씨소프트가 창립 15주년을 맞아 설립한 공익 목적의 비영리 재단이다. '사회적 약자에 대한 배려'와 '우리 사회의 질적 도약을 위한 가치 창출'이라는 목적을 내 걸고 설립되었다.

## 수상 내역
- 문화체육관광부장관 표창(2015)
- 발달장애인 체육발전 기여